# Zygmunt Charzyński

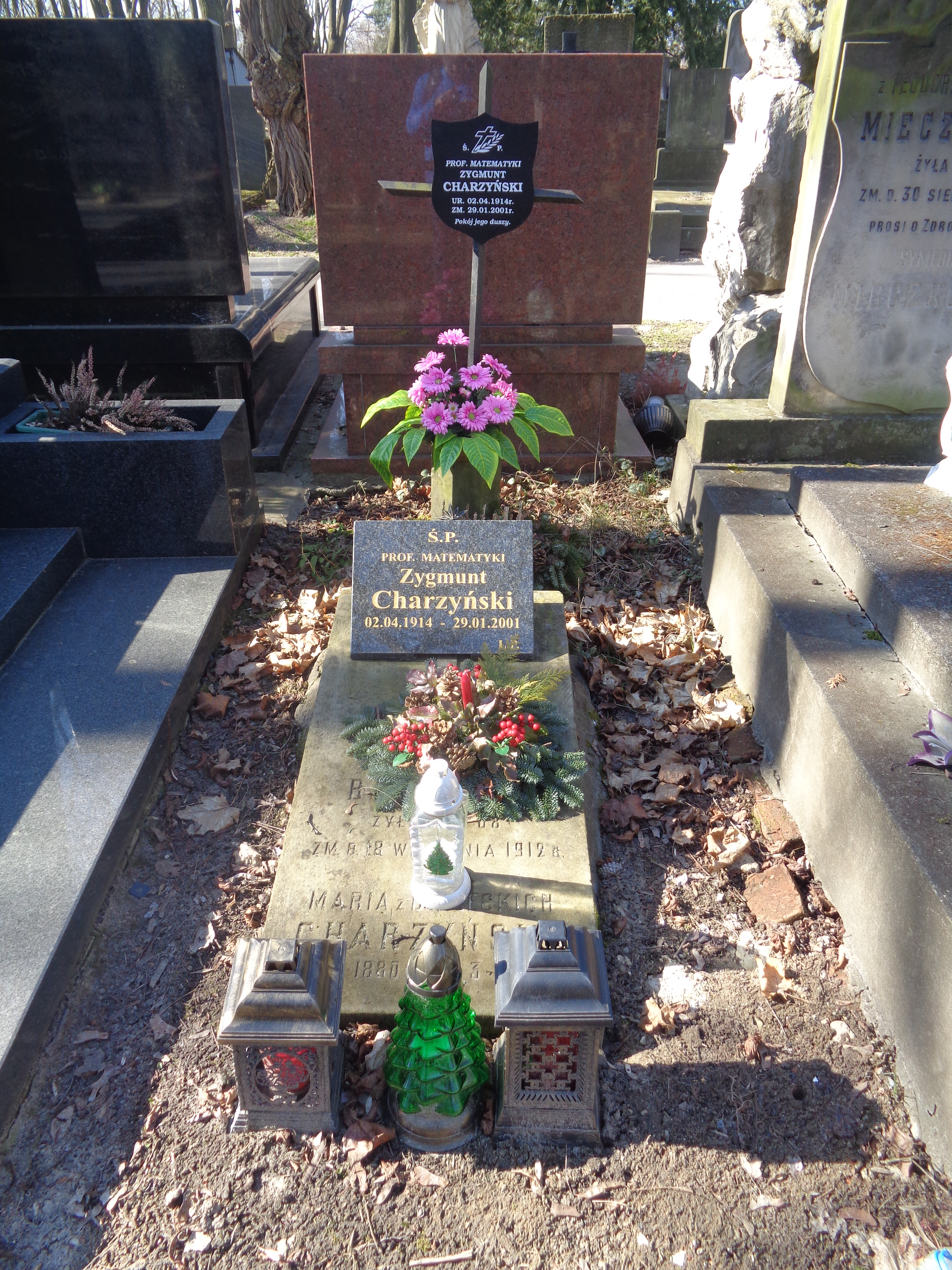
Grób Zygmunta Charzyńskiego na Cmentarzu Powązkowskim

Zygmunt Charzyński (ur. 2 kwietnia 1914 w Warszawie, zm. 29 stycznia 2001 w Łodzi) – polski matematyk, profesor.

## Życiorys
W latach 1932–1939 studiował na Uniwersytecie Warszawskim. Swoją pierwszą pracę naukową opublikował w wieku 19 lat (w 1933 w Fundamenta Mathematicae). Od 1938 był asystentem Wacława Sierpińskiego. Doktoryzował się w 1948 na podstawie pracy " Sur les fonctions univalentes bornees", promotorem pracy był Władysław Nikliborc. W 1954 został docentem, w 1956 profesorem nadzwyczajnym, a w 1966 profesorem zwyczajnym. 
Wieloletni kierownik Zakładu Funkcji Analitycznych i Równań Różniczkowych Instytutu Matematyki Uniwersytetu Łódzkiego. Laureat Nagrody im. Stanisława Zaremby z 1954.
W latach 1946–1958 pracował na Politechnice Łódzkiej, gdzie kierował Katedrą Matematyki Wydziału Mechanicznego (po prof. Witoldzie Pogorzelskim), a w latach 1957-1958 był prodziekanem Wydziału Mechanicznego. W 1958 przeniósł się na Uniwersytet Łódzki.
Jest uważany za jednego z twórców analizy zespolonej w Polsce i twórcę Łódzkiej Szkoły
Funkcji Analitycznych. Jego prace związane były z metryczną teoria funkcji, analizą funkcjonalną, 
równaniami różniczkowymi zwyczajnymi i równaniami algebraicznymi.
W 1982 otrzymał odznakę ”Za zasługi dla Miasta Łodzi”. W 1985 uhonorowany został tytułem doktora honoris causa Politechniki Łódzkiej oraz otrzymał Nagrodę Naukową Miasta Łodzi.